# Алени платна
Алените платна (на руски: Алые паруса) е фестивал в Санкт Петербург. Той е част от фестивала „Бели нощи“ и се провежда ежегодно през втората половина на юни.
Вдъхновена от популярната детска книга на Александър Грин „Корабът с алените платна“ и нейната филмова адаптация „Пупаното платно“, през 60-те години на XX век е направено предложение за съвместно отбелязване на завършването на ленинградските студенти. Първото подобно събитие се провежда на 27 юни 1968 г. Бригантина с пурпурни платна плава по река Нева до Зимния дворец, а пурпурните платна стават символ на събитието. Честванията обаче са прекратени през 1979 г.
По инициатива на градската администрация на Санкт Петербург фестивалът се провежда отново за първи път на 24 юни 2005 г. С обширна съпътстваща програма вече международно признатото събитие се превъръща в кулминацията на „Белите нощи“ в Санкт Петербург.